# こうゆう
株式会社こうゆうは、埼玉県さいたま市浦和区に本社を置く、教育関連企業。花まる学習会などの学習塾を運営する。

## 概要
花まる学習会、スクールFCなどの学習塾を関東地方・静岡県・愛知県・大阪府・三重県で約300教室運営している。音楽教室やアルゴクラブ、花まる野外体験などの事業も行う。2015年4月には、全国初の取り組みとして佐賀県武雄市の公立小学校である武内小学校にて、花まるメソッドを融合させる官民一体型学校がスタート。NPO法人子育て応援隊むぎぐみを設立している。
中学受験の『シグマTECH』を設立した。

## 沿革
- 1993年（平成5年）2月2日 - 会社設立。
- 1993年、野外体験　第１回サマースクール開催。
- 1995年、進学塾部門「スクールFC」開校。
- 1996年、野外体験　第１回雪国スクール開催。
- 1997年 、「花まる勉強会」から「花まる学習会」に名称変更。
- 2001年、保護者による子育て応援隊「むぎぐみ」発足。
- 2002年、こころの相談室「Sali」開設。
- 2003年、算数オリンピック数理教室「アルゴクラブ」開校。
- 2008年、「西郡学習道場」開校。「子育て応援隊むぎぐみ」NPO法人化。
- 2009年、スクールFC「小3Jコース」創設。
- 2014年
  - スクールFC「小4総合コース」創設。
  - 株式会社花まるラボ（現：ワンダーラボ株式会社）設立。
- 2015年、花まるグループ音楽部門「花まるメソッド音の森」設立。スクールFC「合科授業」を開始。佐賀県武雄市にて官民一体型小学校開校。「武内小学校」「東川登小学校」の2校が開校。
- 2016年、王子小劇場の命名権を取得[2]。2016年6月1日から、当初は3年間の契約の後にさらに延長され2021年12月31日まで、「花まる学習会王子小劇場」となる[2][3]。

## テレビ番組
- 日経スペシャル カンブリア宮殿 あなたは「メシが食える大人」ですか？ 必要なのは、へこたれない力だ！（2011年6月2日、テレビ東京）[4]